# Posłowie do Parlamentu Europejskiego 1955–1958
Posłowie do Zgromadzenia Europejskiej Wspólnoty Węgla i Stali (z którego później powstał Parlament Europejski) w latach 1955–1958 zostali mianowani przez parlamenty krajowe 6 państw członkowskich Europejskiej Wspólnoty Węgla i Stali. Kadencja rozpoczęła się 3 czerwca 1955 i zakończyła się 1 stycznia 1958.
Pomiędzy państwa członkowskie podzielono 78 mandatów.
Przewodniczącym PE 1955–1958 był Giuseppe Pella (do 1956) i następnie Hans Furler.
W Parlamencie Europejskim w latach 1955–1958 powołano trzy frakcje polityczne:
- Partia Europejskich Socjalistów (SOC)
- Europejska Partia Ludowa (CD)
- Partia Europejskich Liberałów, Demokratów i Reformatorów (LD)
- Niez. (NI)

## Deputowani według grup

### SOC
| Państwo    | Lista | Posłowie | Liczba |
| ---------- | ----- | --- | ------ |
| Belgia     | BSP   | Paul-Henri Spaak, Achille Van Acker                                                                              | 2      |
|            | PS    | Fernand Dehousse, Henri François Simonet                                                                         | 2      |
| Holandia   | PvdA  | Marinus van der Goes van Naters, Paul Kapteyn (do 10.10.1956), Gerard Nederhorst                                 | 3      |
| Luksemburg | LSAP  | Michel Rasquin                                                                                                   | 1      |
| RFN        | SPD   | Georg Pelster, Willi Richter, Willi Birkelbach, Gerhard Kreyssig, Joachim Schöne, Heinrich Deist, Herbert Wehner | 7      |
| Włochy     | PSI   | Lionello Levi Sandri                                                                                             | 1      |
|            | PSDI  | Giuseppe Saragat                                                                                                 | 1      |
| Razem      | Razem | Razem | 18     |

### CD
| Państwo    | Lista | Posłowie | Liczba |
| ---------- | ----- | --- | ------ |
| Belgia     | cdH   | Albert Coppé, Gaston Eyskens, Jean Charles Snoy et d'Oppuers, Pierre Wigny | 4      |
|            | CD&V  | Alfred Bertrand | 1      |
| Francja    | MDF   | Robert Schumann, Alain Poher, François de Menthon | 3      |
|            | SVP   | Joseph Kurtz | 1      |
|            | UNR   | Charles de Gaulle | 1      |
|            | CNI   | René Coty, Antoine Pinay, Joseph Laniel | 3      |
| Holandia   | KVP   | Pieter Blaisse, Marga Klompé (do 17.10.1956), Maan Sassen | 3      |
|            | ARP   | Willem Rip, Cees Hazenbosch | 2      |
|            | CHU   | Gerrit Vixseboxse (do 1957) | 1      |
| Luksemburg | CSV   | Lambert Schaus, Joseph Bech, Pierre Frieden | 3      |
| RFN        | CDU   | Hermann Pünder (do 1956), Wilmar Sabaß (do 1957), Hermann Kopf, Heinrich von Brentano, Hans-Joachim von Merkatz, Hans Furler                                                                      | 6      |
|            | CSU   | Wolfgang Pohle (do 1957), Franz Josef Strauß (do 1956), Walter Eckhardt (do 1956), Josef Oesterle                                                                                                 | 4      |
| Włochy     | DC    | Giuseppe Caron, Giuseppe Pella, Piero Malvestiti, Antonio Segni, Amintore Fanfani, Aldo Moro, Giovanni Leone, Giovanni Gronchi, Giulio Andreotti, Adone Zoli, Fernando Tambroni, Attilio Piccioni | 12     |
| Razem      | Razem | Razem | 41     |

### LIB
| Państwo  | Lista | Posłowie                                                                   | Liczba |
| -------- | ----- | -------------------------------------------------------------------------- | ------ |
| Belgia\| | PRL   | Jean Rey                                                                   | 1      |
| Holandia | VVD   | Henk Korthals                                                              | 1      |
| RFN      | FDP   | Martin Blank (do 1957)                                                     | 1      |
| Francja  | UDF   | Louis Armand                                                               | 1      |
|          | PR    | Edgar Faure, Henri Queuille, René Mayer, Pierre Mendès France, André Marie | 5      |
| Włochy   | PLI   | Gaetano Martino, Enrico De Nicola                                          | 2      |
| Razem    | Razem | Razem                                                                      | 11     |

### NI
| Państwo | Lista       | Posłowie                                                       | Liczba |
| ------- | ----------- | -------------------------------------------------------------- | ------ |
| Francja | bezpartyjny | Robert Marjolin, Robert Lemaignen, Étienne Hirsch, Jean Monnet | 4      |
| Włochy  | bezpartyjny | Giuseppe Petrilli, Altiero Spinelli                            | 2      |
| Razem   | Razem       | Razem                                                          | 6      |

## Zmiany deputowanych
Holandia
| - MMAA Janssen (KVP, od 27.11.1956) - Franz Lichtenauer (CHU, od 5.11.1957) |

Niemcy (RFN)
| - Gerhard Philipp (CDU, od 1957) - Kurt Georg Kiesinger (CDU, od 1956) - Walter Scheel (FDP, od 1956) | - Kurt Conrad (SPD, od 1957) - Ludwig Metzger (SPD, od 1957) |

## Przewodniczący grup
- SOC: Paul-Henri Spaak
- CD: Emmanuel Sassen

## Rozkład mandatów według państw i grup (na koniec kadencji)
| Grupa poselska Państwo członkowskie | SOC | CD | LIB | Niez. | Razem |
| Belgia                              | 4   | 5  | 1   | –     | 10    |
| Francja                             | –   | 8  | 6   | 4     | 18    |
| Holandia                            | 3   | 6  | 1   |       | 10    |
| Luksemburg                          | 1   | 3  | –   | –     | 4     |
| Niemcy                              | 7   | 10 | 1   | –     | 18    |
| Włochy                              | 2   | 12 | 2   | 2     | 18    |
| Razem                               | 18  | 40 | 11  | 6     | 78    |